# Behren-lès-Forbach
Behren-lès-Forbach – miejscowość i gmina we Francji, w regionie Grand Est, w departamencie Mozela.
Według danych na rok 1990 gminę zamieszkiwało 10 291 osób, a gęstość zaludnienia wynosiła 1858 osób/km² (wśród 2335 gmin Lotaryngii Behren-lès-Forbach plasuje się na 30. miejscu pod względem liczby ludności, natomiast pod względem powierzchni na miejscu 962.).